# Эзуз
Эзуз (ивр. עֱזוּז‎)— израильский посёлок. Расположен на юге страны, в пустыне Негев, у границы с Египтом. Население составляет 16 семей. Населённый пункт относится к региональному совету Рамат ха-Негев.

## История
Основан в 1985 году на месте киббуца, покинутого во время Шестидневной войны. В 1985—1986 археологи проводили в окрестностях Эзуза активные раскопки.

## Население
По данным Центрального статистического бюро Израиля, население на начало 2020 года составляло 75 человек.

## Экономика
Посёлок живёт за счёт туризма, фермерского проекта и искусств. Местные жители предоставляют гостям услуги по проживанию и проводят экскурсии, продают сувениры. Реализуют также козий сыр и оливковое масло.

## Археология
Два библейских колодца, колодец Моше и колодец Аарона. Также в окрестностях города, но по египетскую сторону границы находятся развалины библейского города. По израильскую — заброшенный турецкий город и памятники железного века, а также персидские.